# 林克征
林 克征（はやし よしゆき、1984年7月27日 - ）は、テレビ東京社員、元アナウンサー。

## 略歴・人物
- ドイツ連邦共和国生まれ。慶應義塾大学卒業後、2009年4月、テレビ東京にアナウンサーとして入社。
- 同期は狩野恵里。1期先輩の相内優香と秋元玲奈の「ダブルA」に対し、共に血液型がB型であるため、「今年はダブルB」であるとしている[1]。
- 大学時代は、アメリカンフットボールの選手として活動していた。
- 『柔道グランドスラム東京2009』を応援する男女混合アナウンサーユニット「柔道IPPON組（いっぽんぐみ）」のメンバー[2]。なお、林はメンバー唯一の柔道経験者かつ黒帯保有者。
- ラーメン二郎のファン（「ジロリアン」）[3]で、「ホーム二郎」は武蔵小杉店。かなりの食通で、肉を中心においしそうに食べ物の写真を撮ってブログに載せている。他のアナウンサーにも影響を与え、「林のように食べ物を美味しそうに撮り隊（仮）」と称し、食事を紹介する活動が行われている[4]。また、甘いものも詳しく、アナウンス部のスイーツ男子とも呼ばれている[5]。
- 2020年4月よりイベントプロデューサーへ配置転換し、『シナぷしゅ』の制作に携わる[6]。

## 過去の担当番組
- TXNニュース（2009年7月25日 - 2019年12月、不定期でキャスター。）
- なないろ日和!（2017年4月3日 - 2019年、月・火曜）
- BSニュース 日経プラス10（BSテレ東（旧・BSジャパン）、2017年10月6日 - 2019年、金曜サブキャスター）
- TVチャンピオン極 〜KIWAMI〜（BSジャパン→BSテレ東、2018年4月 - 2019年9月、不定期で実況を担当。）
- ワールドビジネスサテライト「トレンドたまご」コーナー（2009年9月3日、須黒清華の代役）
- デジケン（2010年4月 - 2011年3月、室長）
- ウイニング競馬（実況）
- E morning（ナレーション）
- もえ×こん（ナレーション）
- Mプラス Express（2012年10月3日 - 2013年3月29日、水曜 - 金曜サブキャスター）
- ヤンヤンJUMP（2012年10月 - ）
- デキビジ（2010年4月 - 2012年3月、BSジャパン（現・BSテレ東））
- NIKKEI×BS LIVE 7PM（2012年4月 - 2013年3月、BSジャパン）
- ニュースモーニングサテライト（2013年10月2日 - 2016年4月1日、サブキャスター（水－金）→（月－金））
- アナラボ+（2011年5月1日 - 2014年6月29日）
- こちら！リンリン相談室7（2014年7月6日 - 2016年10月2日）
- チャージ730!（2015年4月1日 - 2016年4月1日、メインキャスター）
- モーニングチャージ!（2016年4月4日 - 2017年3月31日、キャスター）
- ニュースブレイク